# 1990 MU
4953 1990 MU eller 1990 MU är en asteroid i huvudbältet som upptäcktes den 23 juni 1990 av den australiensiske astronomen Robert H. McNaught vid Siding Spring-observatoriet.
Den tillhör asteroidgruppen Apollo.